# Apamea intermedia
Apamea intermedia är en fjärilsart som beskrevs av Tutt 1891. Apamea intermedia ingår i släktet Apamea och familjen nattflyn. Inga underarter finns listade i Catalogue of Life.